# Эллис, Мэри Элизабет
Мэ́ри Эли́забет Э́ллис (англ. Mary Elizabeth Ellis; род. 11 мая 1979, Лорел, Миссисипи, США) — американская актриса и сценарист.

## Личная жизнь
С 4 марта 2006 года Мэри Элизабет замужем за актёром Чарли Дэйем (род.1976). В июле 2011 года стало известно, что супруги ожидают появление своего первенца. Их сын, Расселл Уоллес Дэй, родился 15 декабря 2011 года.

## Фильмография
| Год       |   | Русское название              | Оригинальное название             | Роль            |
| --------- | - | ----------------------------- | --------------------------------- | --------------- |
| 2003—2009 | с | Рино 911!                     | Reno 911!                         | Близнец         |
| 2003—2010 | с | Детектив Раш                  | Cold Case                         | Шелли           |
| 2003—2010 | с | Доктор Хаус                   | House                             | Софи            |
| 2005      | с | В Филадельфии всегда солнечно | It's always sunny in Philadelphia | Официантка      |
| 2011—2014 | с | Новенькая                     | New Girl                          | Кэролин         |
| 2015—2016 | с | Гриндер                       | The Grinder                       | Дебби Сандерсон |
| 2016      | ф | Зачинщики                     | Masterminds                       | Мишель Чемберс  |
| 2024—2025 | с | Человек внутри                | A Man on the Inside               | Эмили Ньювендик |